# Katedrála svatého Vigila (Trento)
Katedrála svatého Vigila v Trentu či též tridentská katedrála (italsky Cattedrale di San Vigilio nebo Duomo di Trento, německy Kathedrale des heiligen Vigilius Trient) je římskokatolická katedrála v severoitalském Trentu. Je hlavním kostelem římskokatolické arcidiecéze trentské a do roku 1802 byl sídlem tridentského knížecího biskupství.
Katedrála byla postavena na místě již existujícího kostela ze 4. století zasvěceného svatému Vigiliovi, který je zároveň patronem města.

## Dějiny

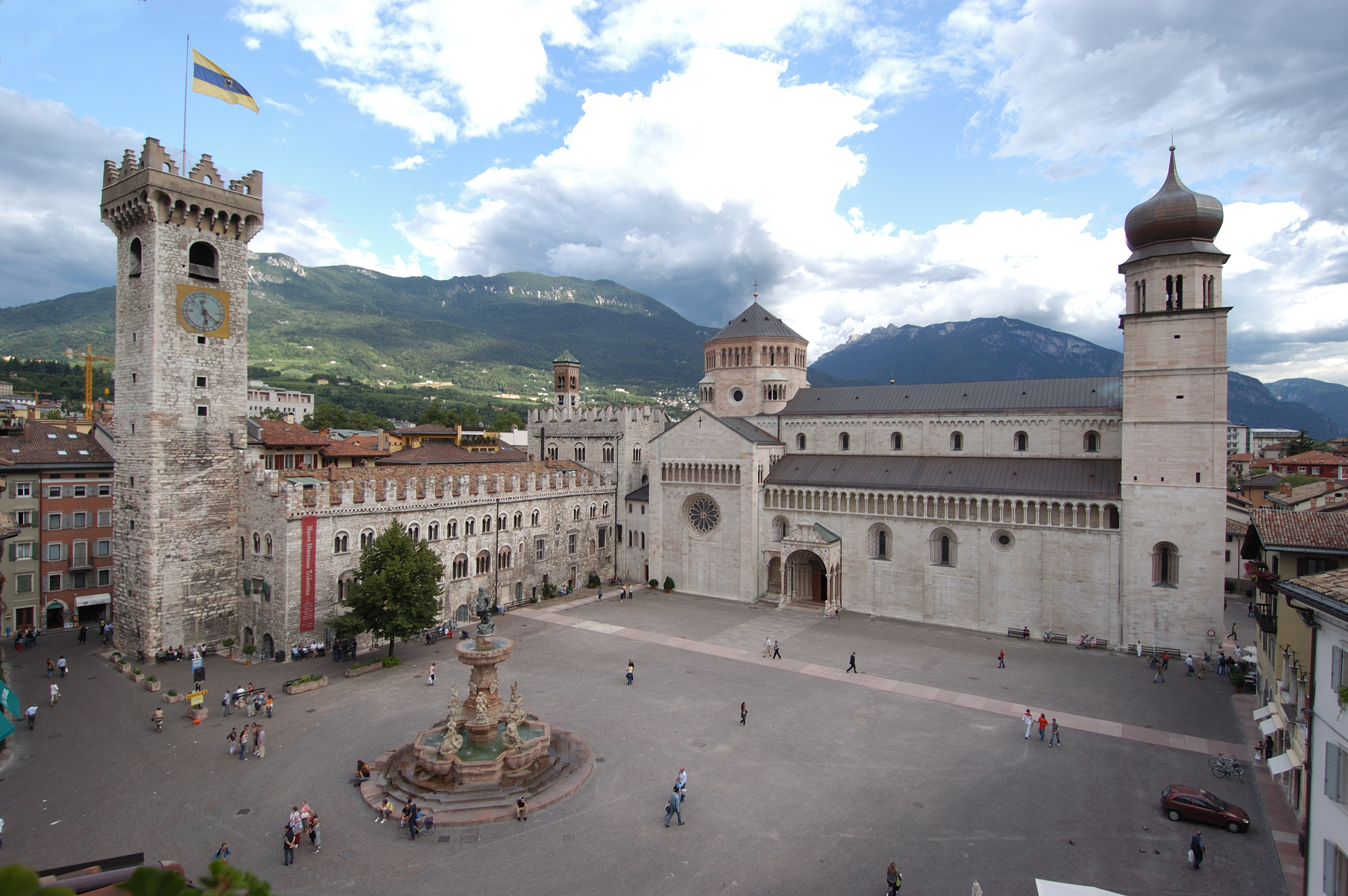
Pohled na Piazza Duomo v Tridentu, vlevo biskupský palác (Palazzo pretorio), vpravo katedrála

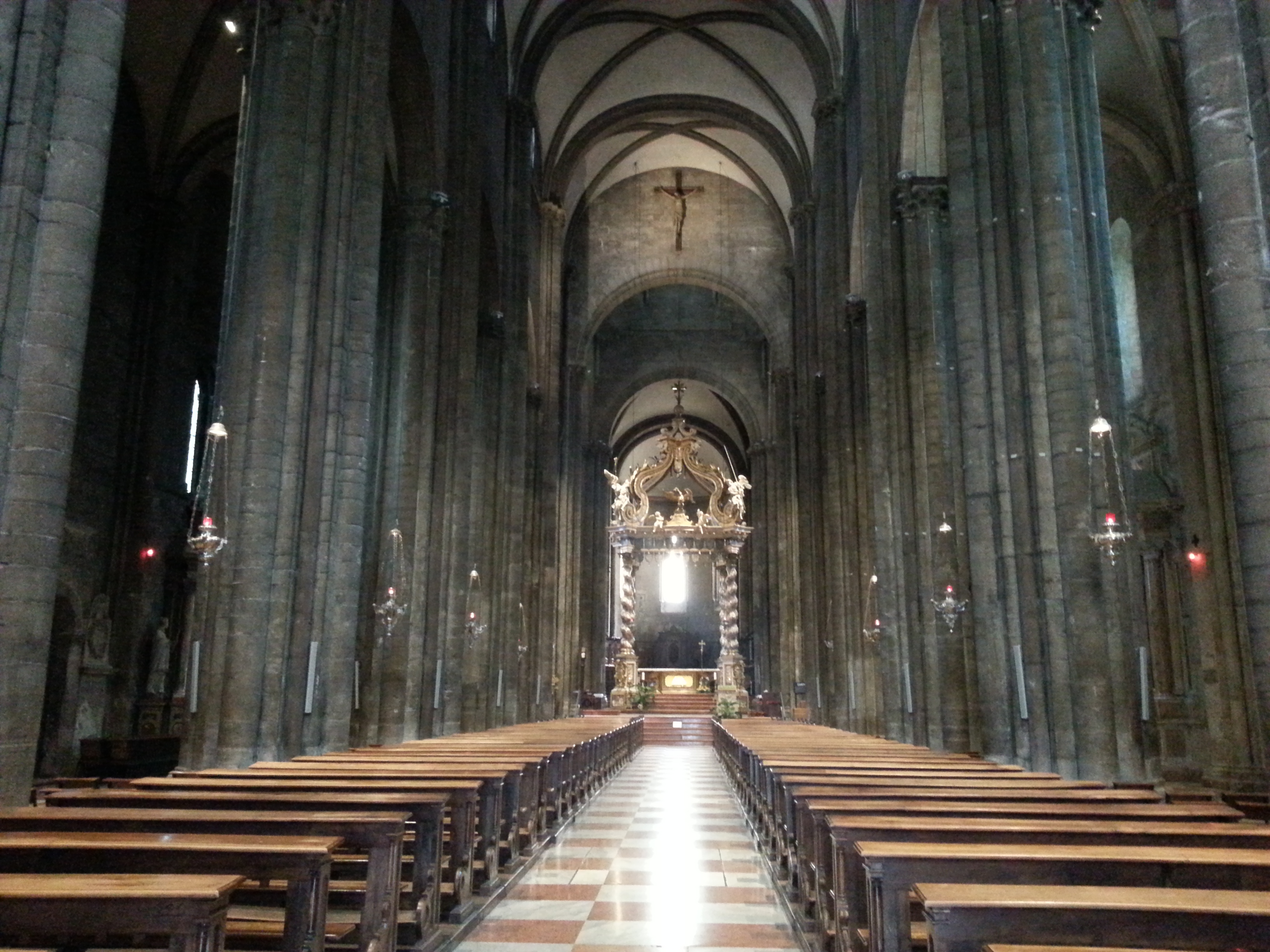
Interiér katedrály

Katedrála v Trentu je největším kostelem ve městě. Je zasvěcen svatému Vigiliovi, který byl třetím tridentským biskupem a v katedrále je pohřben.
Katedrála byla postavena na místě nevelké raně křesťanské baziliky svatého Vigilia ze 4. století. Ta byla postavena Vigiliem za hradbami města na památku mučednické smrti tří kněží, Sisinio, Martirio a Alessandro, zabitých pohany. Po své smrti byl Vigilius pohřben v kostele. První kníže-biskup Oldřich II. (1022–1055) zahájil stavbu biskupského paláce a druhé katedrály. Stavba byla dokončena za knížete-biskupa Altmana (1124–1149).
V roce 1212 kníže-biskup Fridrich z Wangeni (Federico Wanga) srovnal předchozí katedrálu se zemí a pověřil architekta Adama z Arogna, aby katedrálu přestavěl v lombardsko-románském slohu. To je základ současné podoby, jež byla z větší části zachována z podoby z roku 1212.
Stavba kostela byla přerušena Wangovou smrtí ve Svaté zemi. V letech 1305-1307 nechal Egidio de Campione postavit gotickou jižní stranu katedrály. Jeho syn, Bonino, vytvořil v roce 1321 monumentální rozetové okno katedrály, zobrazující Kolo štěstí. Příčná loď je vyzdobena freskami ze 14. století zobrazujícími legendu o svatém Juliánovi.
Úpravy pokračovaly i v dalších stoletích, včetně přístavby výklenku se sochou Madonna degli Annegati (Madona utonulých) ze 14. století a restaurování monumentálního románského portálu knížetem-biskupem Bernardem z Cles v 15. století.
V roce 1508 byl v katedrále korunován císař Maxmilián I.
V letech 1545 až 1563 se v katedrále konala slavnostní zasedání Tridentského koncilu.
V roce 1682 postavil sochař Giuseppe Alberti v katedrále barokní kapli Ukřižování kolem dřevěného krucifixu, který byl používán během Tridentského koncilu. V roce 1739 byl postaven barokní oltář a baldachýn podle vzoru G. L. Berniniho, což vedlo k odstranění tehdejšího presbytáře.
V březnu 1913 papež Pius X. povýšil katedrálu na baziliku minor.
Mnoho uměleckých děl dříve umístěných v kostele je nyní v Tridentském diecézním muzeu, muzeu umístěném v přilehlém biskupském paláci.